# 吉川未来
吉川 未来（よしかわ みく、1983年10月12日 - ）は、日本の女性声優。大阪府出身。青二プロダクション所属。
鹿野優以、板東愛、山口繭等と声優ユニット「ユメユラ」を結成。

## 略歴
青二塾大阪校20期生。

## 人物
- 方言は大阪弁[3]。
- 声優になろうと思ったきっかけとしてこしたてつひろの漫画『ドッジ弾平』・『爆走兄弟レッツ&ゴー!!』との出会いをあげている。
- 尊敬する先輩声優としてデビュー当初池澤春菜をあげていた。
- 同じ青二塾大阪校出身である山口繭と塾生時代から交流がある。
- 好きな男性のタイプは中性的な男性。
- 趣味は観劇、読書、1人カラオケ、お酒、ラーメン屋巡り[3]。特技は空手、剣道[3]。

## 出演
太字はメインキャラクター。

### テレビアニメ
2005年
- D.C.S.S. 〜ダ・カーポ セカンドシーズン〜（子供）

2006年
- 祝!(ハピ☆ラキ)ビックリマン（2006年 - 2007年、ニャンニャンガールズ、ヘルプさん）
- 貧乏姉妹物語（学校の子供）
- 夢使い（女子陸上部員）

2007年
- 金色のコルダ〜primo passo〜（生徒）
- 電脳コイル（モジョ）
- モノノ怪 「化猫」（乗客）

2008年
- しゅごキャラ!（木崎都）
- はたらキッズ マイハム組（アナウンス）
- ポルフィの長い旅（生徒B）

2011年
- デジモンクロスウォーズ 〜悪のデスジェネラルと七つの王国〜（キリハの母）
- ONE PIECE（2011年 - 2012年、人魚、女性、住人、人魚娘、子供、島民、男の子、魚人、ファン）

2014年
- エスカ&ロジーのアトリエ 〜黄昏の空の錬金術士〜（火の王）

2015年
- オレカバトル（ダッキ）
- ワールドトリガー（小佐野瑠衣、アナウンス）

### OVA
- 大YAMATO零号（ケイ〈オズマの娘〉）

### ゲーム
2006年
- 乙女的恋革命★ラブレボ!!（母、剣之助の姉、女子生徒）
- ブライトキングダムオンライン（ルビ、マリア）

2007年
- DEAR My SUN!!〜ムスコ★育成★狂騒曲〜（河田菫）
- ドラゴンシャドウスペル（カレル・リチェルカーレ）
- xxxHOLiC 〜四月一日の十六夜草話〜（静御前、女子生徒、巫女）

2008年
- ZWEI II（エクスマキナ）
- ヴァンテージマスターポータブル（プラティーナ）
- ペルソナ4
- まもるクンは呪われてしまった!（日向寺ベニ子）
- 龍が如く 見参!

2009年
- 旋光の輪舞 Dis-United Order（フィロメナ・パスクィーニ、ミーツェ・メルクス）
- FRAGILE 〜さよなら月の廃墟〜（レン）

2010年
- 真・三國無双 MULTI RAID 2（蔡文姫）
- STORM LOVER

2011年
- 真・三國無双6（蔡文姫）
- 真・三國無双6 Special（蔡文姫）
- 真・三國無双6 猛将伝（蔡文姫）
- 無双OROCHI 2（蔡文姫）

2012年
- 真・三國無双6 Empires（蔡文姫）
- ペルソナ4 ザ・ゴールデン
- モンスター列伝　オレカバトル（ダッキ）

2013年
- ジョジョの奇妙な冒険 オールスターバトル（一般人の女）
- 真・三國無双7（蔡文姫）
- 真・三國無双7 猛将伝（蔡文姫）
- テイルズ オブ ハーツ R
- 無双OROCHI2 Ultimate（蔡文姫）

2014年
- 真・三國無双7 Empires（蔡文姫）

2015年
- 龍が如く0 誓いの場所

2016年
- テイルズ オブ ベルセリア
- ペルソナ5

2018年
- 真・三國無双8（蔡文姫）

2019年
- ペルソナ5 ザ・ロイヤル

2021年
- 真・三國無双8 Empires（蔡文姫）

2024年
- ペルソナ3 リロード（大西）

### ラジオ
- おしゃべりやってまーす土曜EX（2部）（2006年11月 - 2007年12月）
- 紗央莉と未来の乙女チックナイト!!（2008年7月 - 2008年9月）

### ドラマCD
- 英雄伝説 空の軌跡 ヨシュア物語 〜封じられた記憶〜（ハンナ）
- 緋色の欠片 弐（幼少時の祐一）
- WILD ADAPTER 06（アナウンス音声）

### ナレーション
- 愛のワンニャン大作戦（BS朝日）
- 愛のワンニャンタイム（BS朝日）
- 遠藤淳（テレビ東京）
- シカオノヨウガク（フジテレビワンツーネクスト）
- シルシルミシル（テレビ朝日）
- すっぴんカレッジ（BSフジ）
- 映画 ラブリーボーン（予告ナレーション）
- クロネコファミリーコンサート（ナレーション）
- ナツメのオミミ（テレビ朝日）
- にっぽん百名山（NHK BSプレミアム）
- AKB48 SHOW!（NHK BSプレミアム）
- さまぁ〜ずの神ギ問（フジテレビ）
- 趣味の園芸（2021年4月 - 、NHK Eテレ）[11]
- 幸せな人間が幸せな馬をつくる「調教師 藤澤和雄 最後の400日」（2022年3月15日、NHK BS1）
- 情報7daysニュースキャスター（2022年4月 - 、TBS）

### 舞台
- 松野井雅、吉川未来によるユニット「乙女肴。」第1回公演『女女〜メメ〜』（2014年5月）

### その他コンテンツ
- ポケモンカードゲームDP はじめて教室 群馬（MC）
- フジテレビ お台場冒険王 バラエティブース（MC）
- Scene 〜絶対女優宣言 原 紗央莉〜 Scene2「戦う!O☆TO☆ME」（百目鬼未来）※顔出し
- 声優チャット
- Wiiの間 トンデモ! さいえんす（レイコ、ペディア）
- 携帯コンテンツ
  - サナトリウムサンクタム〜さなさな〜波の彼方の君へ（深草麗）
- our SPORTS！「5min．観戦マニュアル“恋するメジャーリーグ”」（NHK BS1、2016年）